# Aleiodes crassipes
Aleiodes crassipes är en stekelart som först beskrevs av Thomson 1892.  Aleiodes crassipes ingår i släktet Aleiodes och familjen bracksteklar. Arten är reproducerande i Sverige. Inga underarter finns listade i Catalogue of Life.